# غاسبار ريميرو
ماريانو غاسبار ريميرو (بالإسبانية: Mariano Gaspar) (1868-1925) هو مستعرب إسباني متخصص في اللغة العبرية والعربية، ودرسها على يد أستاذه فرانسيسكو كوديرا، كما كان عضوا في الأكاديمية الملكية للتاريخ. ودرس عدة جامعات كأستاذ للعربية والعبرية. اشتهر بأعماله حول المؤرخين اليهود الإسبان وجهوده في الدراسات التاريخية، خاصة في المواضيع العربية. لعب دورًا هامًا في مركز الدراسات التاريخية في غرناطة. عمله البارز نُشر بعد وفاته، وكان يركز على علاقات تاج أراغون مع الدول المسلمة في الغرب.

## حياته
درس ماريانو غاسبار ريميرو في الكلية الكنسية في سرقسطة، تخصص الفلسفة والآداب، وتخرج منها. في عام 1890 حصل على شهادة الدكتوراه من الجامعة المركزية في مدريد، وفي عام 1893 تخرج في القانون من جامعة سالامانكا. عمل كأستاذ للعربية والعبرية في عدة جامعات، بما في ذلك جامعة هافانا (1892)، سالامانكا (أين نشر نحو عبري في عام 1895)، وغرناطة (1898)، حيث شغل منصب نائب المدير وعميد الفلسفة والآداب. وأخيرًا في الجامعة المركزية في مدريد (1913).
كان عضوًا في الأكاديمية الملكية للتاريخ، وأُنتخب ليكون عضوا فيها في 24 أكتوبر 1919 ليتولى المنصب في 23 مايو 1920 بإلقاء خطاب حول المؤرخين اليهود الإسبان. في عام 1910 كان عضوًا في مركز الدراسات التاريخية في غرناطة ومملكتها، حيث أسس وأدار مجلة مركز الدراسات التاريخية في غرناطة، وهو أحد إنجازاته البارزة.
على الرغم من أن المركز ومجلته قاما بأنشطة واستضافة أعمال مختلفة، إلا أن نصف ما تم تنفيذه تقريبًا كان يتعلق بمواضيع عربية بسبب التأثير الذي كانت تملكه هذه المواضيع على المؤسسة. توقفت المجلة عن النشر في عام 1925، بعد نشر 15 عددًا.
شارك في مؤتمر تاريخ تاج أراغون المنعقد في فالنسيا في عام 1923، وقبل وفاته قليلًا في عام 1924، عمل على تحويل كاتدرائية رودا دي إيزابينا الأراغونية القديمة إلى معلم وطني. و نُشر كتابه «علاقات تاج أراغون مع الدول المسلمة في الغرب» بعد وفاته.

## اعماله
| العنوان بالاسبانية | سنة النشر |
| --- | --------- |
| Gramática hebrea, con ejercicios de lectura, análisis y traducción | 1895      |
| Historia de la Murcia musulmana | 1905      |
| Aportaciones al vocabulario judaico español | -         |
| Homenaje á D. Francisco Codera en su jubílación del profesorado | 1904      |
| Traducción. de Ibn al-Khaṭīb, Correspondencia diplomática entre Granada y Fez (siglo XIV). Extractos de la "Raihana alcuttab"                                                            | 1916      |
| Escrituras árabes granadinas | -         |
| Documentos árabes en la corte nazarita de Granada | 1911      |
| Últimos pactos y correspondencia íntima entre los Reyes Católicos y Boabdil sobre la entrega de Granada                                                                                  | 1912      |
| Las inscripciones de la Alhambra | -         |
| Fernando II de Aragón en la reconquista del reino moro de Granada, conferencia en el Ateneo de Zaragoza                                                                                  | 1919      |
| Los cronistas hispano-judíos: discurso leído ante la Real Academia de la Historia en el acto de su recepción pública                                                                     | 1920      |
| Cordobeses musulmanes en Alejandría y Creta (aportación al homenaje nacional a Francisco Codera Zaidín)                                                                                  | 1904      |
| Traducción de los dos volúmenes de Aḥmad ibn ʻAbd al-Wahhāb Nuwayrī, Historia de los musulmanes de España y África                                                                       | 1917      |
| Traducción y prólogo de Abū Ḥammū, El Collar de Perlas del rey Muza II | 1899      |
| Relaciones de la Corona de Aragón con los Estados musulmanes de Occidente. El negocio de Ceuta entre Jaime II de Aragón y Aburribia Solaimán sultán de Fez contra Mohamed III de Granada | 1925      |
| Escritores árabes de Granada | 1907      |
| Granada en poder de los Reyes Católicos (años 1492-1494) | 1912      |
| Vocablos y frases del judeo-español | 1912      |
| Presentimiento y juicio de los moros españoles sobre la caída inminente de Granada y su reino en poder de los cristianos                                                                 | 1911      |
| Los Manuscritos rabínicos de la Biblioteca Nacional | -         |